# Корнету (Горж)
Корнету (рум. Cornetu) — село у повіті Горж в Румунії. Входить до складу комуни Кепрень.
Село розташоване на відстані 199 км на захід від Бухареста, 42 км на південний схід від Тиргу-Жіу, 48 км на північ від Крайови.

## Населення
За даними перепису населення 2002 року у селі проживали 355 осіб, усі — румуни. Усі жителі села рідною мовою назвали румунську.